# Karl Joseph
Karl Myrthell Joseph (Orlando, 8 settembre 1993) è un giocatore di football americano statunitense che milita nel ruolo di safety per i Pittsburgh Steelers della National Football League (NFL).

## Carriera universitaria
Joseph al college giocò alla West Virginia University dal 2012 al 2015. Già nella sua prima stagione disputò tutte le 13 partite come titolare. Nell'ultima stava guidando la NCAA con cinque intercetti in quattro partite prima di infortunarsi e chiudere così la sua esperienza nel college football.

## Carriera professionistica

### Oakland Raiders
Joseph fu scelto come 14º assoluto nel Draft NFL 2016 dagli Oakland Raiders. Debuttò come professionista subentrando nella gara del primo turno vinta contro i New Orleans Saints. A fine stagione fu inserito nella formazione ideale dei rookie dalla Pro Football Writers of America.

### Cleveland Browns
Il 18 marzo 2020 Joseph firmò con i Cleveland Browns un contratto annuale.

## Palmarès
- PFWA All-Rookie Team - 2016